# Patrick Heuscher
Patrick Heuscher (Frauenfeld, 22 december 1976) is een voormalig Zwitsers beachvolleyballer. Hij nam driemaal deel aan de Olympische Spelen en won eenmaal een bronzen medaille. Bij de Europese kampioenschappen behaalde hij verder drie medailles.

## Carrière

### 1997 tot en met 2003
Heuscher debuteerde in 1997 met Bernhard Vesti in Espinho in de FIVB World Tour. Vervolgens vormde hij van 1998 tot en met 2006 een team met Stefan Kobel. Het duo speelde tot en met 2000 dertien wedstrijden in de World Tour met als beste resultaat een negende plaats in Vitória eind 2000. Datzelfde jaar eindigde het tweetal als zevende bij de EK in Getxo nadat ze vijfde herkansingsronde verloren van het Russische duo Dmitri Karasev en Sergei Saifoelin. In 2001 behaalden ze bij negen reguliere FIVB-toernooien zes toptienplaatsen met een vierde plek in Berlijn als beste resultaat. Bij de WK in Klagenfurt bereikten Heuscher en Kobel de zestiende finale waar ze werden uitgeschakeld door de Russen Sergej Jermisjin en Michail Koesjnerjov. In Brisbane kwam het duo niet verder dan een dertiende plaats bij de Goodwill Games en bij de EK in Jesolo eindigde het tweetal als negende na verlies tegen de Letten Jānis Grīnbergs en Andris Krūmiņš.
Het jaar daarop behaalden ze in Stavanger met een derde plek hun eerste podiumplaats in de World Tour. Bij zes van de negen overige toernooien eindigde het tweetal verder in de top tien. In eigen land behaalden Heuscher en Kobel de vijfde plaats bij de EK. In Bazel verloren ze in de vierde ronde van de Oostenrijkers Nik Berger en Clemens Doppler en in de laatste herkansingsronde waren de Noren Vegard Høidalen en Jørre Kjemperud te sterk. Heuscher en Kobel namen in 2003 in aanloop naar de WK in Rio de Janeiro deel aan acht toernooien in de World Tour. Ze behaalden twee derde (Gstaad en Klagenfurt) en twee vijfde plaatsen (Stavanger en Marseille). In Rio bereikte het duo de kwartfinale waar het werd uitgeschakeld door het Amerikaanse tweetal Dax Holdren en Stein Metzger. Bij de EK in Alanya kwamen ze eveneens niet verder dan de kwartfinale die ze ditmaal verloren van hun landgenoten Markus Egger en Sascha Heyer.

### 2004 tot en met 2006
Het daaropvolgende seizoen begonnen ze in de World Tour met een tweede plaats in Salvador. Na een zevende en vijfde plaats in respectievelijk Kaapstad en Lianyungang volgde in Budva met een derde plek opnieuw een podiumplaats. Bij de EK in Timmendorfer Strand won het tweetal vervolgens de bronzen medaille ten koste van de Duitsers David Klemperer en Niklas Rademacher. Na afloop boekten ze in Gstaad hun eerste overwinning in de World Tour. In aanloop naar de Olympische Spelen in Athene eindigde het duo in Berlijn, Marseille, Stare Jabłonki en Klagenfurt respectievelijk als vijfde, tweede, vierde en dertiende. In Athene verloren Heuscher en Kobel de halve finale van de latere Braziliaanse olympisch kampioenen Ricardo Santos en Emanuel Rego. In de troostfinale waren ze vervolgens te sterk voor het Australische tweetal Julien Prosser en Mark Williams, waardoor ze het brons wonnen. Ze sloten het jaar af met een tweede plaats in Rio.
In 2005 speelden Heuscher en Kobel tien reguliere wedstrijden in de World Tour. Ze boekten een overwinning in Parijs en behaalden een derde plaats in Stavanger. Bij de WK in Berlijn verloren ze in de derde ronde van hun landgenoten Heyer en Paul Laciga. In de derde herkansingsronde werd het duo vervolgens definitief uitgeschakeld door de Duitsers Christoph Dieckmann en Andreas Scheuerpflug. In Moskou wonnen Heuscher en Kobel de zilveren medaille bij de EK achter het Spaanse tweetal Pablo Herrera en Raúl Mesa. Het jaar daarop deed het duo mee aan acht toernooien in de World Tour met onder meer een zege in Roseto degli Abruzzi en een vierde plaats in Montreal als resultaat. Bij de EK in Den Haag wonnen ze de bronzen medaille ten koste van de Oostenrijkers Berger en Peter Gartmayer.

### 2007 tot en met 2012

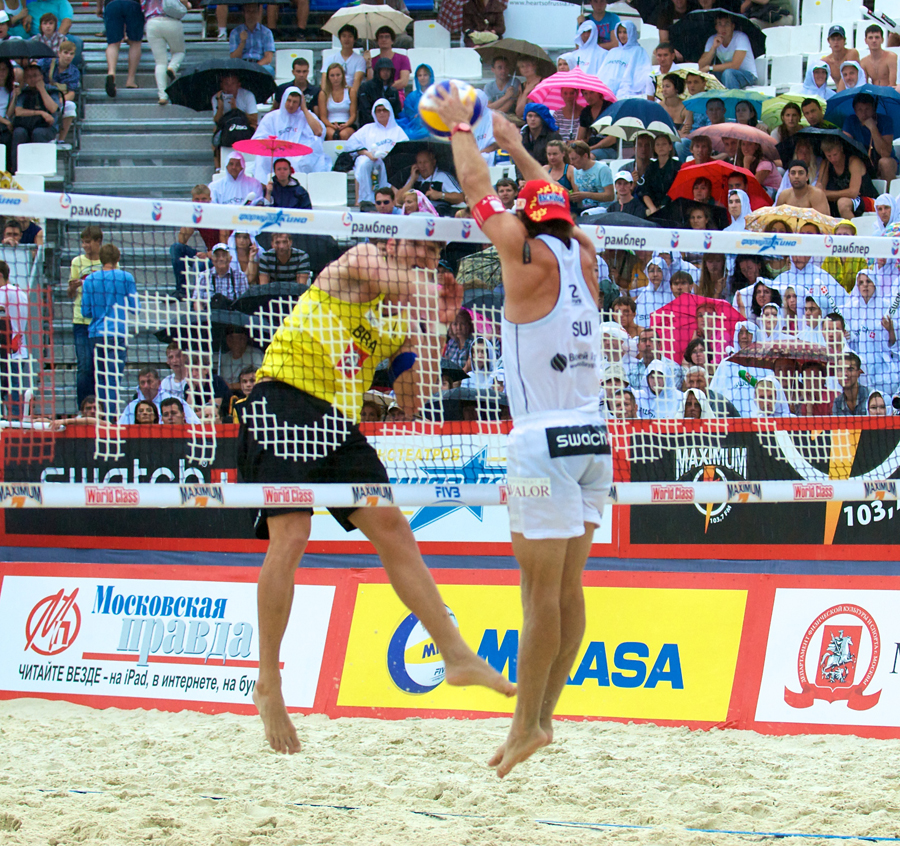
Heuscher maakt een blok tegen Alison Cerutti bij de Grand Slam in Moskou (2011).

Nadat Kobel in 2006 zijn sportieve carrière had beëindigd vormde Heuscher van 2007 tot en met 2010 een team met Heyer. Het eerste seizoen eindigden ze bij alle negen reguliere World Tour-toernooien in de top tien. In Shanghai (derde) en Zagreb (tweede) haalde het duo bovendien het podium. Bij de WK in Gstaad bereikten ze de zestiende finale de ze verloren van het Spaanse duo Herrera en Mesa. In Valencia werd het tweetal bij de EK in de derde herkansingsronde uitgeschakeld door de tot-Georgiërs-genaturaliseerde Brazilianen Renato Gomes en Jorge Terceiro. Het jaar daarop kwamen Heuscher en Heyer bij acht FIVB-wedstrijden niet verder dan vijf negende plaatsen (Adelaide, Praag, Berlijn, Parijs en Gstaad). Bij de EK in Hamburg werden ze vijfde nadat ze de laatste herkansingsronde van de Duitsers Dieckmann en Julius Brink verloren hadden. In Peking eindigde het duo bij de Olympische Spelen als derde in de poule. In de play-off werd het tweetal vervolgens door de Oostenrijkers Florian Gosch en Alexander Horst uitgeschakeld.
In 2009 speelden Heuscher en Heyer negen reguliere wedstrijden in de World Tour met twee vijfde plaatsen (Gstaad en Klagenfurt) als beste resultaat. Bij de WK in Stavanger eindigden ze als negende nadat ze in de achtste finale werden uitgeschakeld door het Braziliaanse duo Márcio Araújo en Fábio Luiz Magalhães. In Sotsji bereikte het tweetal bij de EK de kwartfinale die verloren ging tegen de Duitsers Brink en Jonas Reckermann. Het daaropvolgende seizoen strandden ze bij de EK in Berlijn opnieuw in de kwartfinale, ditmaal tegen de Nederlanders Reinder Nummerdor en Richard Schuil. In de World Tour kwamen ze in zeven toernooien niet verder dan een zevende plaats in Marseille.
Gedurende 2011 en 2012 vormde Heuscher een team met Jefferson Bellaguarda. Het duo behaalde het eerste seizoen bij negen toernooien twee podiumplaatsen in de World Tour; in Peking eindigden ze als derde en in Moskou als tweede. Bij de WK in Rome werden ze in de zestiende finale uitgeschakeld door de Spanjaarden Herrera en Adrián Gavira. Bij de EK in Kristiansand eindigde ze als vierde nadat ze eerst de halve finale van Brink en Reckermann en vervolgens de troostfinale van Nummerdor en Schuil verloren hadden. Het jaar daarop werden ze bij de EK in Scheveningen in de achtste finale wederom uitgeschakeld door Brink en Reckermann. Bij zeven FIVB-toernooien was een vijfde plaats in Rome het beste resultaat. In Londen bereikten Heuscher en Bellaguarda bij de Olympische Spelen de achtste finale die verloren werd van Nummerdor en Schuil. Na afloop van de Spelen speelde Heuscher met Jonas Weingart in Stare Jabłonki zijn laatste wedstrijd in de World Tour.

## Palmares
Kampioenschappen
- 2003: 5e WK
- 2004:  EK
- 2004:  OS
- 2005:  EK
- 2006:  EK
- 2009: 9e WK
- 2012: 9e OS

FIVB World Tour
- 2002:  Stavanger Open
- 2003:  Gstaad Open
- 2003:  Grand Slam Klagenfurt

- 2004:  Salvador Open
- 2004:  Budva Open
- 2004:  Gstaad Open
- 2004:  Grand Slam Marseille
- 2004:  Rio de Janeiro Open
- 2005:  Grand Slam Stavanger
- 2005:  Grand Slam Parijs
- 2006:  Roseto degli Abruzzi Open
- 2007:  Shanghai Open
- 2007:  Zagreb Open
- 2011:  Grand Slam Peking
- 2011:  Grand Slam Moskou